# Manfred Bayerlein
Manfred Peter Bayerlein (* 22. Oktober 1959 in Bayreuth) ist ein deutscher Ingenieur und Industriemanager. Er bekleidete führende Positionen bei Unternehmen des Maschinen- und Anlagenbaues und bei Ingenieurdienstleistern. Von 2011 bis 2014 war er Vorstandsvorsitzender der TÜV Rheinland AG in Köln. Er ist bei mehreren Unternehmen als Aufsichtsrat und als Senior Advisor tätig.

## Leben
Nach dem Abitur in Bayreuth studierte Manfred Bayerlein von 1981 bis 1986 an der Friedrich-Alexander-Universität Erlangen-Nürnberg Werkstoffwissenschaften und Informatik und promovierte 1991 auf dem Gebiet der Materialermüdung zum Dr.-Ing.

## Wirken
Erste berufliche Stationen waren ABB Corporate Research in Heidelberg (Entwicklung von Gasturbinen) und ABB Service Deutschland Instandhaltungen GmbH in Dortmund. 1999 wechselte er zur Messer Griesheim Gruppe. Als Mitglied der Geschäftsführung der Messer Cutting & Welding GmbH in Groß-Umstadt und der Nevax S.A. in Paris trug er wesentlich zur Sanierung und Neuausrichtung der ehemaligen Messer Griesheim Schweißtechnik bei.
Von 2003 bis 2007 sanierte er als Sprecher der Geschäftsführung die TÜV SÜD Industrie Service GmbH in München, die größte Tochtergesellschaft des TÜV SÜD. Zum 1. Januar 2008 wurde er als Chief Operating Officer in den Vorstand der TÜV SÜD AG in München berufen und verantwortete das weltweite operative Geschäft. 2011 wechselte Bayerlein zum TÜV Rheinland und übernahm den Vorstandsvorsitz der TÜV Rheinland AG in Köln, den er bis 2014 innehatte. Um im globalen Wettbewerb der Prüf- und Zertifizier-Dienstleister nicht zurückzufallen, fokussierte Bayerlein die TÜV Rheinland AG auf starkes profitables Wachstum in Schwellenländern. 2012 wurde erstmals mehr Umsatz im Ausland als in Deutschland erwirtschaftet. Durch strategische Zukäufe wurde TÜV Rheinland zum weltweit drittgrößten unabhängigen Beratungsunternehmen für Datensicherheit und ein globales Inspektions- und Beratungsunternehmen für die Öl- & Gas- und Prozessindustrie.
2013 wurde Bayerlein turnusgemäß zum Vorsitzenden des Präsidiums des Verbands der Technischen Überwachungs-Vereine (VdTÜV) gewählt.
2012 geriet der TÜV Rheinland wegen des Skandals um minderwertige Brustimplantate des französischen Herstellers Poly Implant Prothèse (PIP) in die Kritik. Der TÜV Rheinland hatte von 1997 bis 2010 – vor dem Eintritt von Bayerlein – als Benannte Stelle für Medizinprodukte die PIP-Implantate für den europäischen Markt zertifiziert und war durch einen systematischen Betrug jahrelang getäuscht worden. Als Konsequenz forderte Bayerlein mit einem 4-Punkte-Programm Änderungen an den Prüfvorschriften, um zukünftig extreme kriminelle Handlungen zu unterbinden.
Manfred Bayerlein ist als Aufsichtsratsmitglied und als Senior Advisor tätig.